# For Monkeys
For Monkeys è un album dei Millencolin uscito il 20 aprile 1997 su Burning Heart Records/Epitaph Records. Questo è il loro terzo disco, ultimo registrato presso gli Unisound studios.
Questo album fu distribuito in contemporanea sotto Epitaph Records negli US.
Per Lozin' Must è stato creato un videoclip.

## Formazione
- Nikola Sarcevic - basso e voce
- Erik Ohlsson - chitarra
- Mathias Färm - chitarra
- Frederik Larzon - batteria

## Tracce
1. Puzzle - 2:38
2. Lozin' Must - 2:12 *
3. Random I Am - 2:40 *
4. Boring Planet - 2:07
5. Monkey Boogie - 2:26
6. Twenty Two - 2:55 *
7. Black Gold - 2:30
8. Trendy Winds - 2:45
9. Otis - 2:51
10. Lights Out - 2:306
11. Entrance At RudeBrook - 2:14
12. Lowlife - 2:39